# El Mariachi-trilogie
De El Mariachi-trilogie (ook bekend als de Desperadotrilogie en de Mexicotrilogie) is een drieluik van neowestern- actiefilms, alle geregisseerd door de Amerikaanse regisseur Robert Rodriguez. De films zijn opgenomen in Mexico en gaan over El Mariachi, waarvan de echte naam nooit genoemd wordt. Hij is als mariachi op zoek naar werk, komt in de problemen met de drugsmaffia en zint uiteindelijk op wraak. De drie films zijn El Mariachi uit 1992, Desperado uit 1995 en Once Upon a Time in Mexico uit 2003. De hoofdrol wordt in El Mariachi gespeeld door Carlos Gallardo en in de volgende twee film door Antonio Banderas.
Het begon met de low-budgetfilm El Mariachi die door Rodriguez geregisseerd werd met een budget van zevenduizend dollar. De film werd met amateuracteurs opgenomen maar bleek toch van hoge kwaliteit. Deze film was overigens in het Spaans. Het resultaat was dusdanig goed dat Columbia Pictures de rechten kocht, de film overzette naar 35 millimeter en een reclamecampagne opzette. De filmmaatschappij zorgde voor het budget om de twee vervolgen te financieren die in het Engels werden opgenomen. Uit de serie is uiteindelijk ook een televisieserie voortgekomen, El Mariachi die in 2014 in het Spaans werd uitgebracht. Ook de film Machete uit 2010 kan als een spin-off gezien worden aangezien het plot en de hoofdpersoon op een karakter uit Desperado is gebaseerd.
Enkele acteurs uit de eerste film spelen ook in de tweede en een aantal acteurs uit de tweede film spelen in de derde. Er is echter geen enkele acteur die in alle drie de films speelt.
Het derde deel is complexer dan de eerste twee. Niet alleen is het plot ingewikkeld, ook wordt de aandacht van de hoofdpersoon afgeleid doordat een tweede karakter, een CIA-agent veel van de aandacht opeist. Rodriguez gaf later aan dat dit met opzet was. Hij maakte een vergelijking met de Dollarstrilogie waarin de hoofdpersoon in het derde deel ook de aandacht moet delen met een dominante tegenspeler.

## El Mariachi
In deze film is de hoofdpersoon El Mariachi die aankomt in een stadje maar door een misverstand wordt aangezien voor een ontsnapte moordenaar. Omdat maffiabaas Moco een prijs op het hoofd van de moordenaar heeft gezet moet El Mariachi uit zelfverdediging vier van Moco's handlangers doden. Een bareigenares genaamd Domino help hem om onder te duiken. Ze twee worden verliefd. Omdat Moco ook verliefd op haar is doodt hij haar waarna el Mariachi hem dood. De bende valt uit elkaar en El Mariachi verlaat de stad per motor met een gitaarkoffer gevuld met wapens.

## Desperado
Deze film sluit gedeeltelijk maar niet helemaal aan op de vorige.
De film begint met een bezoeker aan een kroeg die een verhaal verteld over een mariachi die bloedbaden aanricht met een gitaarkoffer gevuld met wapens. Niemand toont interesse totdat hij de naam Bucho noemt. Bucho is namelijk de baas van de in de vorige film vermoorde Moco. Later komt El Mariachi dezelfde kroeg binnen na een gespannen situatie volgt een vuurgevecht waarbij alle boeven gedood worden. Op straat volgt nog een vuurgevecht en hierbij raakt hij gewond en leert hij Carolina kennen. Bucho geeft bevel om alle mannen in het zwart te doden. Een huurmoordenaar die ook in het zwart gekleed is en met werpmessen jacht maakt op El Mariachi wordt door de handlangers van Bucho vermoord. Bucho's mannen vallen Carolina's boekwinkel aan waar beiden de liefde hebben bedreven. El Mariachi ontdekt dat Bucho zijn broer is. Samen met Carolina gaat hij naar de villa van Bucho en als Bucho Carolina wil vermoorden schiet El Mariachi hem en zijn handlangers dood. Carolina en El Mariachi rijden samen weg, wederom met de gitaarkoffer met wapens.

## Once Upon a Time in Mexico
El Mariachi wordt door Sands, een CIA-agent, gevraagd om een generaal uit het Mexicaanse leger te vermoorden. Deze generaal, Marquez gaat namelijk in opdracht drugsbaron Barillo de president van Mexico vermoorden en een staatsgreep plegen. Ook heeft Marquez in het verleden Carolina en hun dochter vermoord waardoor El Mariachi op wraak zint. Op een gegeven moment blijkt dat Sands de bedoeling had om Marquez pas te laten doden nadát hij de staatsgreep heeft gepleegd. Tijdens de Dag van de Doden bezoekt de president de stad. De troepen van Marquez bestormen het gebouw van de president maar worden tegengehouden door de bewoners van de stad en een aantal mariachi's. Een vuurgevecht volgt, Barillo wordt gedood en de staatsgreep mislukt.